# Sólyom-völgy
A Sólyom-völgy (szlovákul: Sokolia dolina) a Szlovák Paradicsom egyik legvadregényesebb és legnehezebben végigjárható szorosa.

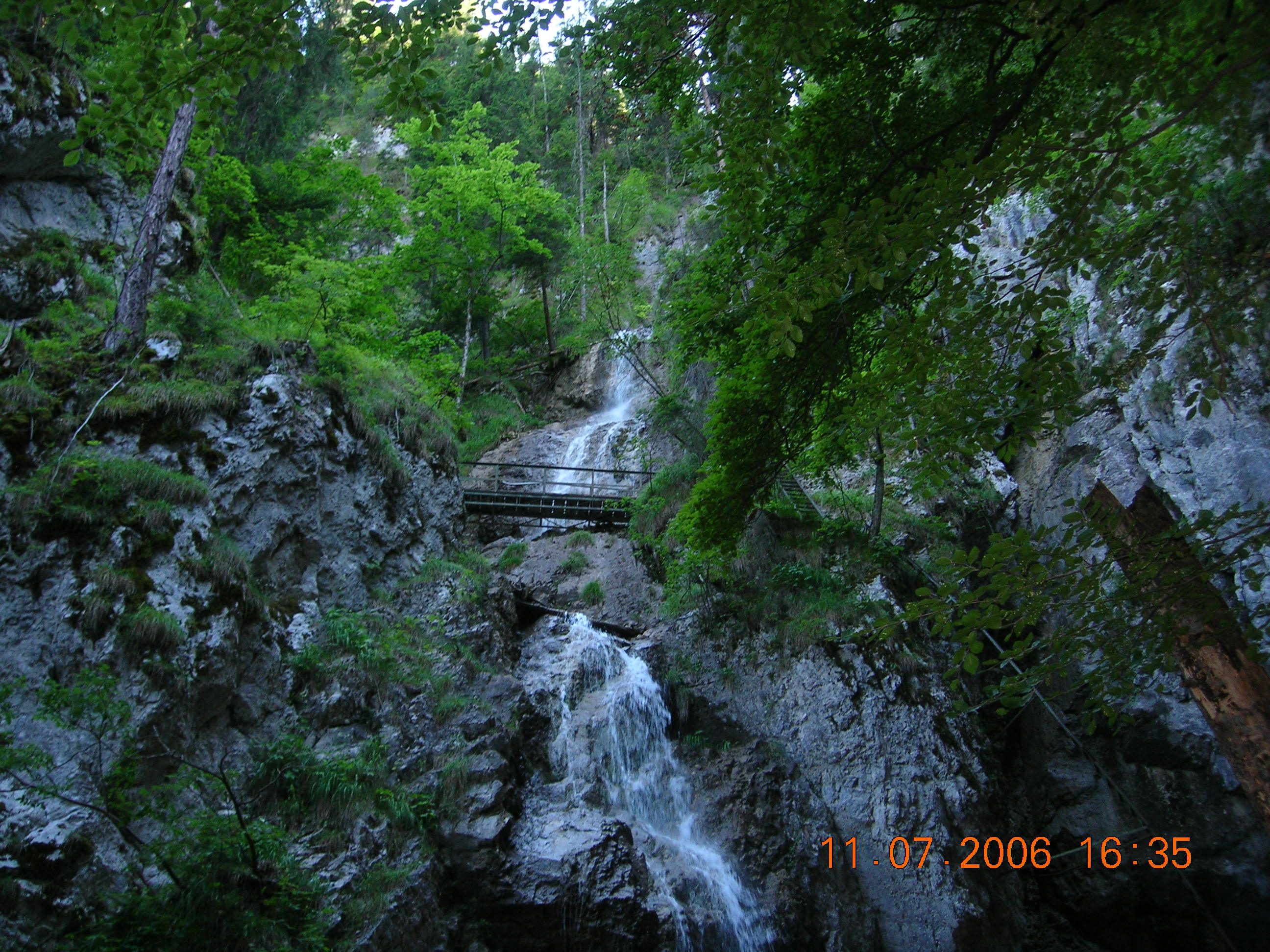
A Fátyol-vízesés a Sólyom-völgyben

## Turisztikai története

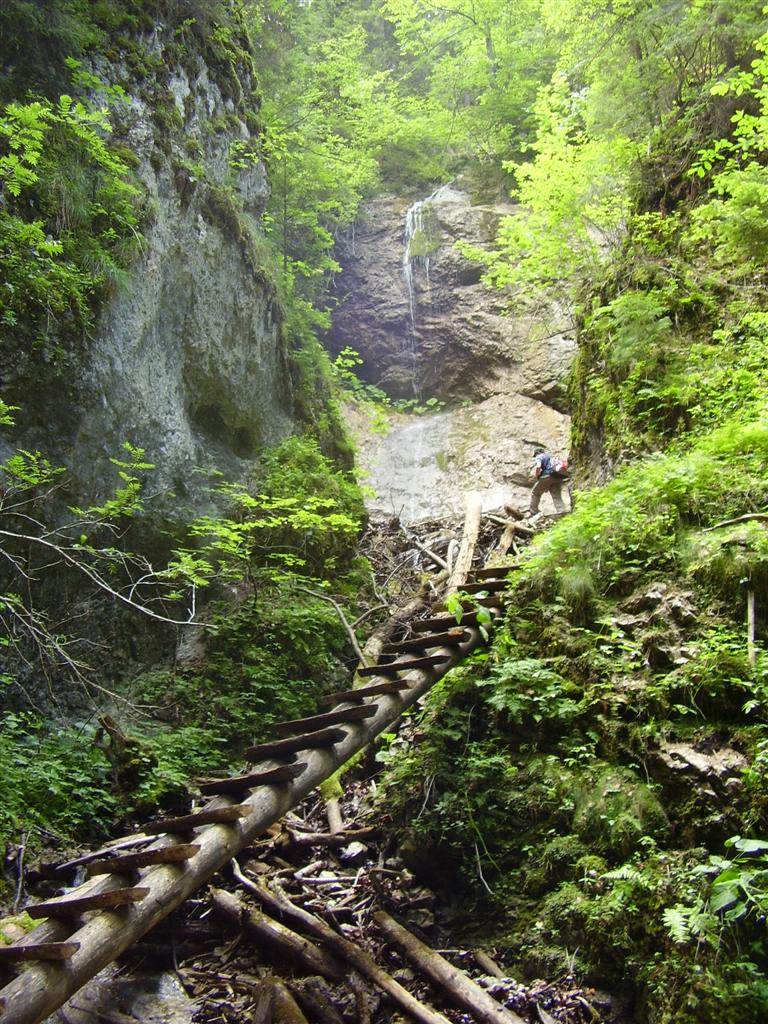
Falétrák a Sólyom-völgyben

A szoroson először 1910-ben keltek át Rokfalusy Lajos és társai az alsó vége felől. Ezzel egyidőben Mervay és társai pedig a felső, Glac-tető felőli vége felől közelítették meg. Így ezt a szoros fedezték fel a legkésőbb a Szlovák Paradicsom vadregényes völgyei közül. Rokfalusy Lajos annak a Hajts Bélának volt a tanítványa, aki kiemelkedő szerepet játszott a Szlovák Paradicsom megismertetésében. 1912-ben keltek át rajta először télen, egy évvel később pedig megkezdték a kijelölt út építését. 1979-81 között átalakították az eredeti utat. Ekkor építették a Fátyol-vízesés mellett felvezető létrasorozatot, amely 80 méter szintkülöbséget küzd le.

## Túravidéke

A Sólyom-völgy és környékének vázlatos térképe

A térképen a sárga jelzésű  turistaút jelöli a Sólyom-völgyet. A szoros bejárata legkönnyebben Csingó felől közelíthető meg, kb. 2 óra alatt. A kék sávon elindulva, majd a Fehér-patak Hernádba való torkolásánál a zöld jelzésen  továbbhaladva érhető el a Sólyom-völgy bejárata. A völgyön való áthaladás mintegy 2 órát vesz igénybe. A kiindulási helyre való visszajutásra két útvonal lehetőség van (balra a zöld majd a sárga, jobbra a zöld majd a kék sáv.) Bármelyiket is választjuk, legalább 3 órát kell rászánni. 
A völgyben található vízesések egymás után: a Szélső- (Bočný vodopád), a Sziklás- (Skalný vodopád), a Fátyolos-vízesés (Závojový vodopád), mely a legmagasabb vízesés a Szlovák Paradicsomban és a Felső-vízesés (Vyšný vodopád). 

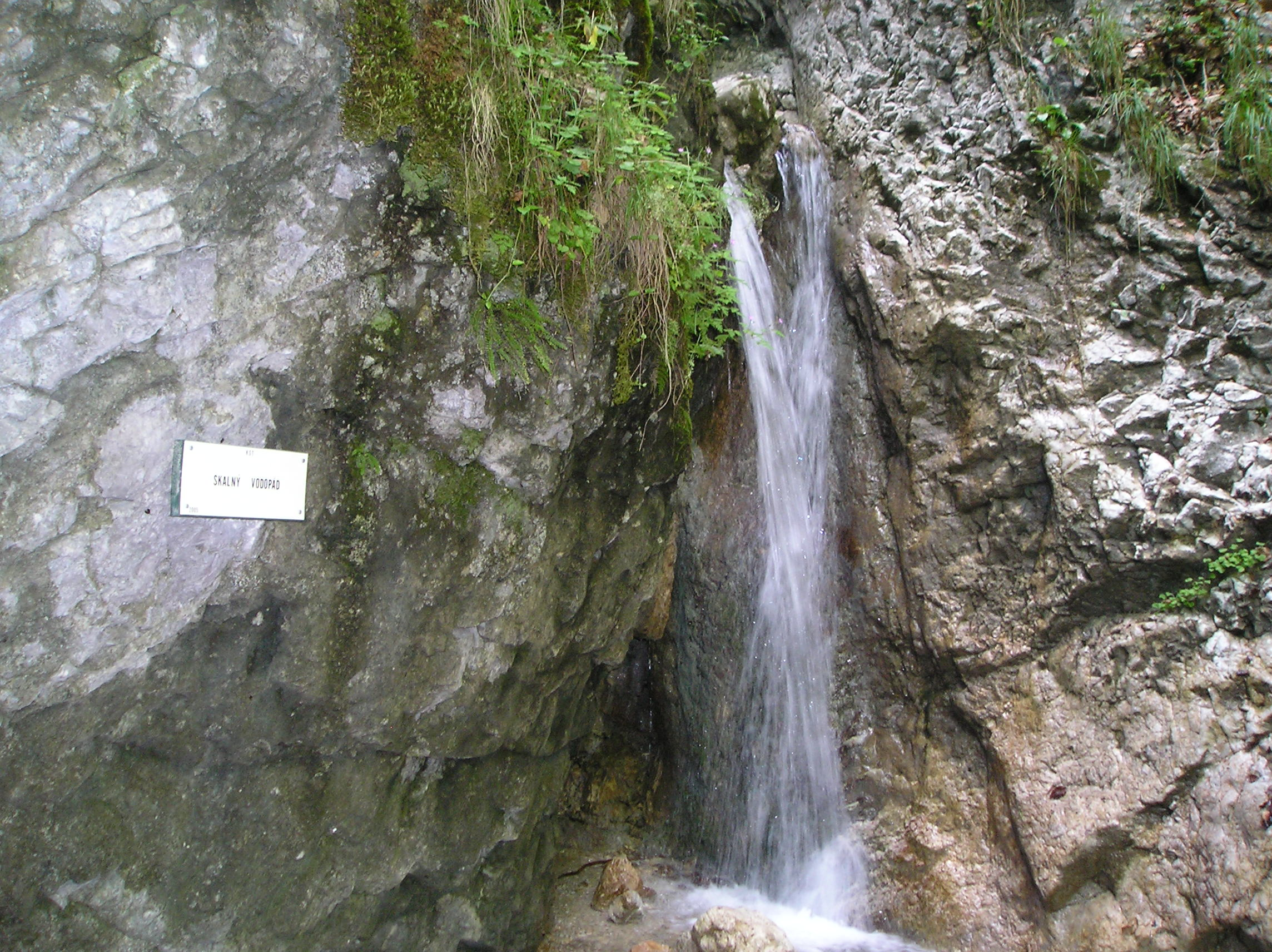
A Sziklás-vízesés

A völgytől könnyen megközelíthető a Hernád-áttörés és a Fehér-patak völgye, valamint a Menedékkő (Kláštorisko) turistaközpont.